# Христо Шекеринов
Христo Шекеринов е български революционер, деец на Вътрешната македоно-одринска революционна организация.

## Биография
Христо Шекеринов е роден в град Щип, тогава в Османската империя, днес в Северна Македония. Присъединява се към ВМОРО. През 1904 година е избран за касиер на Щипския окръжен революционен комитет.
Арестуван и осъден на 15 години затвор от сръбските власти през октомври 1922 година.
Синът му Борис загива като войник на фронта по време на Тутраканската битка в 1916 година през Първата световна война. Другият му син Александър е убит от сръбската полиция през 1928 година.
Радмила Шекеринска, министър на отбраната на Северна Македония, е негова праправнучка.